# 개인화
개인화(personalization)는 상인이 소비자의 이름, 관심사, 과거 구매이력을 기반으로 시장에 전달할 메시지를 조정하여 특정 고객에 맞는 마케팅 메시지를 만들어내는 것을 말한다. 개인 간의 차이를 수용하는 기술로 정의되기도 한다.

## 같이 보기
- 대량 고객화
- 타겟 광고
- 협업 필터링
- 추천 시스템